# Ловци Дине
Ловци Дине (енгл. Hunters of Dune) је научнофантастични роман из 2006. године, америчких писаца Брајана Херберта и Кевина Џ. Андерсона, који представља прву од две књиге коју су њих двојица написали да би довршили оригинални серијал Дина Френка Херберта.
Неизвесни завршетак романа Капитол: Дина (1985) и смрт Френка Херберта 1986. године оставили су неке битне делове приче неразрешеним. Објављен 22. августа 2006, роман Ловци Дине наставља причу о опасности коју за човечанство представља удаљени, неименовани, али увек присутни „велики непријатељ”. Роман је заснован на белешкама које је оставио Френк Херберт, односно Ловци Дине и наставак из 2007, Пешчани црви Дине, представљају верзију онога што је Френк Херберт назвао Дина 7.
Првих пет поглавља било је доступно пре објављивања романа путем бесплатног преузимања са званичног сајта серијала Дина; излазила су једном месечно од марта до јула 2006. године.

## Радња
Већ три године, не-брод Итака је у алтернативном универзуму, скривајући се од „великог непријатеља”. На њему путују клонови, или голе, Данкана Ајдаха и познатог војног команданта Мајлса Тега, Бенегесериткиња Шијана, последњи господар Бене Тлеилакса Скајтејл, седам малих пешчаних црва који производе меланж, као и низ других људи. Скајтејл је поделио тајну производње меланжа, такође познатог као зачин, у акслотл-резервоарима, јер га пешчани црви не производе довољно да би омогућили броду да настави путовање. Мистериозна Пророчица Времена разговара са Данканом и враћа не-брод у „нормалан” универзум. Брод откривају мистериозни Данијел и Марти, који се први пут помињу на крају претходног романа. Покушавају да заробе брод, али он успева да побегне.
На планети Капитол, једином преосталом изворишту зачина, Мурбела, сада вођа Уважених матера и Бенегесериткиња, покушава да споји ове две групе у Ново сестринство и спречи грађански рат. Очајнички тражећи још зачина како би њихови навигатори могли да путују кроз свемир, Свемирски еснаф износи своје захтеве, али Мурбела одбија, претећи да ће их потпуно одсећи. Иако нико осим Бенегесериткиња то не зна, пешчани црви на Капитолу не производе много меланжа; Бенегесериткиње надокнађују недостатак сопственим залихама.
Иако су Уважене матере уништиле све светове Бене Тлеилакса, њихови потомци (Изгубљени Тлеилакси) су се вратили из Раштркавања. Они користе мењаче облика познате као лице-играчи за шпијунажу, све док лице-играчи не убију старешину Тлеилакса, Бураха, и замене га дупликатом. Открива се да су заменили све старешине Изгубљених Тлеилакса, као и безброј људи на разним планетама у Старом царству. Њихов вођа Кроне шаље Укстала, Тлеилакса нижег ранга, да служи Хелики, вођи побуњених Уважених матера, која се прогласила великом матером и сада влада освојеним матичним светом Бене Тлеилакса, Тлеилаксом.
Очајни Свемирски еснаф одлази на Икс тражећи алтернативни начин путовања у свемиру. Кроне и његови лице-играчи тајно су се инфилтрирали међу Иксијанце, планирајући да остваре доминацију над универзумом. Сарађујући са Данијелом и Марти, Кроне нуди њихову напредну навигациону технологију Еснафу, представљајући је као иксијанску. Еснаф пристаје на развој ове технологије под условом да има монопол на њу.
Укстал је приморан да користи акслотл-резероваре за производњу дроге за повећање адреналина коју користе Уважене матере. Кроне даје задатак Уксталу да направи голу барона Владимира Харконена, која ће бити социопата као и оригинал. Кроне налази крв Пола Атреида и налаже Уксталу да направи и голу Пола; намерава да искористи бароновог голу да изопачи Половог голу у оружје за Данијелово и Мартино освајање универзума. Касније, еснафски навигатор Едрик долази на Тлеилакс тражећи Уксталово знање о акслотл-резервоарима; навигатор се плаши застарелости своје врсте када иксијанска навигациона технологија постане доступна. Он тражи извор зачина из резервоара да би разбио монопол Бенегесериткиња, али сви верују да је технологија умрла са господарима Тлеилакса. Укстал на крају приступа генетском материјалу преминулог господара Вафа и ствара неколико Вафових гола, надајући се да ће повратити изгубљену технологију.
На не-броду, Скајтејлово тренутно тело умире, а он нема заменско. Он има само једну тајну коју може да искористи као залог за преговарање: скривену нулентропску капсулу која садржи ћелије бројних важних историјских и легендарних личности које су Тлеилакси тајно сакупљали миленијумима, још у време Батлеријског џихада. Бенегесериткиње воде жестоку расправу око тога да ли да створе голе од било које од ових историјских личности, али на крају пристају. Једно по једно, стварају се голе Пола, Чани, госпе Џесике, Лета II, Стилгара, Лијета-Кајнса, Туфира Хавата и Велингтона Јуа, а Скајтејл добија дозволу за сопственог голу.
На Капитолу, Мурбела ствара Валкире, елитну ударну снагу Новог сестринства. Успешно нападају побуњеничка упоришта Уважених матера на другим планетама, откривајући да су неке од Уважених матера заправо лице-играчи. Мурбела приступа другом сећању од својих преткиња Уважених матера и сазнаје њихово право порекло: биле су осветољубиве жене Тлеилакса, ослобођене и асимиловане од стране Рибоговорница и Бенегесериткиња које су побегле у Раштркавању. Жене Тлеилакса су миленијумима биле поробљене да би их Тлеилакси користили као акслотл резервоаре. Ово порекло је заборављено; Мурбела сада разуме зашто су Уважене матере уништиле светове Тлеилакса у Старом царству. Мурбела такође приступа сећању које показује порекло мистериозне силе коју Уважене матере називају Непријатељом.
На не-броду, побуњена Бенегесериткиња покушава да убије голу Лета II, али бива осујећена када се он трансформише у пешчаног црва. Пол гола краде и конзумира превелику дозу зачина у покушају да се сети своје прошлости, али уместо тога има визију да га је убила зла верзија себе. Након што су га откриле Бенегесериткиње, он закључује да је поново стекао видовитост. Шијана има визије које сугеришу да је употреба гола опасна и зауставља програм док не сазна нешто више о овоме.
Данијел и Марти говоре Кронеу да одбаци голе барона Харконена и Пола Атреида, пошто су намамили Итаку у замку, и ускоро ће ухватити голу Пола на не-броду. Радећи за своје циљеве, Кроне наставља да припрема голе, враћајући баронова сећања и упућујући га да обучи голу Пола, коју он преименује у Паоло. Паоло још није повратио своја сећања.
Мурбела прави договор са Ришезом, конкурентом Икса, да обезбеди наоружање за сукоб са великим непријатељом, али побуњеничке Уважене матере уништавају планету да би осакатиле Ново сестринство. Мурбела и њене Валкире успешно нападају Тлеилакс, најмоћније од побуњеничких упоришта Уважених матера, и откривају да су многе, укључујући и врховну матеру Хелику, били лице-играчи. Укстал умире у покушају да побегне, али преостали Ваф гола налази уточиште код Свемирског еснафа, нудећи Едрику своје знање да створи сопствене пешчане црве.
Итака наилази на свет дресера. Истраживачка група са не-брода открива да су дресери заправо лице-играчи и једва успевају да побегну назад на брод. Неки бродови лице-играча се забијају у Итаку, а настали хаос онемогућава да се сазна да ли су неки путници замењени лице-играчима. Хитна ситуација приморава Тега да открије своју скривену моћ надљудске брзине.
Мурбела, која сада има потпуну контролу над Уваженим матерама и Бенегесериткињама, припрема се за одбрану од снага великог непријатеља, које је друго сећање сада идентификовало као мислеће машине Омнијуса, господара машина уништеног у древном Батлеријском џихаду. Откривено је да је Пророчица Времена жива свест Норме Сенве, која на неки начин такође постоји миленијумима након џихада.
Открива се да су Данијел и Марти заправо Омнијус и независни робот Еразмус. Пре свог уништења, инкарнација Омнијуса на планети Гиједи Прајм је лансирала 5.000 сонди способних да изграде нове колоније машина на било којој планети на коју би наишли. Једна од ових сонди је на крају пресрела сигнал који је пренео последњи преостали Омнијус на Корину пре него што је и он уништен. Његове снаге и Синхронизовано царство коначно су поново састављени, а нова верзија свеума је на путу назад у Старо царство да уништи читаво човечанство.

## Пријем
The New York Times је о књизи написао да „Брајан Херберт и Кевин Џ. Андерсон обављају посао, али делује да се често не забављају са својим материјалом... до краја Ловаца, они су урадили тек нешто више од постављања стола за Пешчане црве Дине.”